# 진짜 사나이 (영화)
진짜 사나이는 1996년 공개된 대한민국의 영화이다.

## 배역
- 권해효 : 사나이 역
- 서미경 : 그녀 역
- 이호성 : 빨강 역
- 박광정 : 파랑 역
- 이두일 : 노랑 역
- 김학철 : 망치 역
- 정원중 : 그림자 역
- 주정은 : 아베 마리아 역